# Grand Pavois di Paris
Il Grand Pavois di Parigi è un vasto complesso immobiliare a Parigi, Francia.

## Posizione e accesso
È uno dei più grandi complessi immobiliari di Parigi e occupa un intero isolato situato tra rue Vasco-de-Gama, Lourmel, Lecourbe e Leblanc, nel XV arrondissement.
Questo sito è servito dalle stazioni della metropolitana Lourmel e Balard sulla linea 8 e dalle stazioni del tram Balard e Desnouettes sulla linea 3.

## Storia e descrizione
Costruito tra il 1969 e il 1971 in due fasi dagli architetti Jean Fayeton (Jean-Louis Fayeton) e Michel Herbert per Cogedim, consiste di due edifici che si intersecano: uno di quattro piani, approssimativamente ellittico, interrotto all'angolo tra Vasco-de-Gama / Lourmel da edifici più antichi, l'altro di sedici piani, a forma di boomerang. Il complesso è dotato di diversi giardini, un parco urbano centrale e diverse aree verdi decorative esterne
Gli edifici ospitano anche molti negozi (un supermercato, una sartoria, una farmacia, ecc.), alcuni dei quali sono distribuiti in una galleria commerciale al piano terra, oltre a uffici e studi di professionisti. Fino al 2007 era presente anche l'omonimo cinema. La maggior parte del complesso è occupata da unità abitative, che sono oltre 600. La facciata sud-orientale dell'edificio di sedici piani è interamente composta da balconi, presenti anche nei frontoni nord e sud. Per il numero di residenti e la varietà di servizi offerti, il Grand Pavois può essere considerato una città a sé stante.

Nel 2021 il Grand Pavois è stato uno dei tre complessi oggetto di una consultazione nell'ambito del progetto “Edifici da condividere”, sotto l'egida del centro di architettura e urbanistica Pavillon de l'Arsenal, per uno studio prospettico sulla trasformazione del regime di condominio a Parigi.

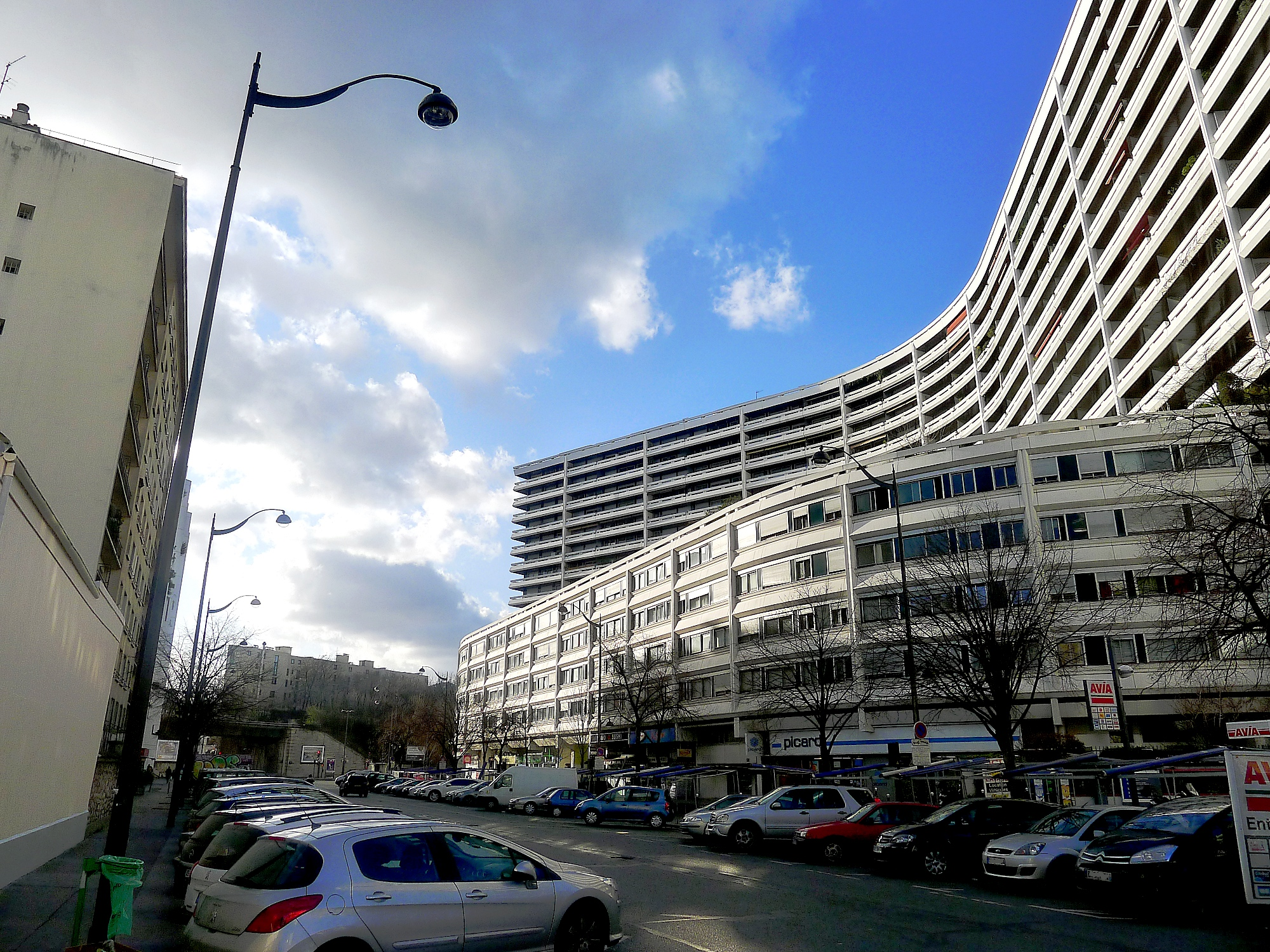
Il Grand Pavois visto dalla place Robert-Guillemard
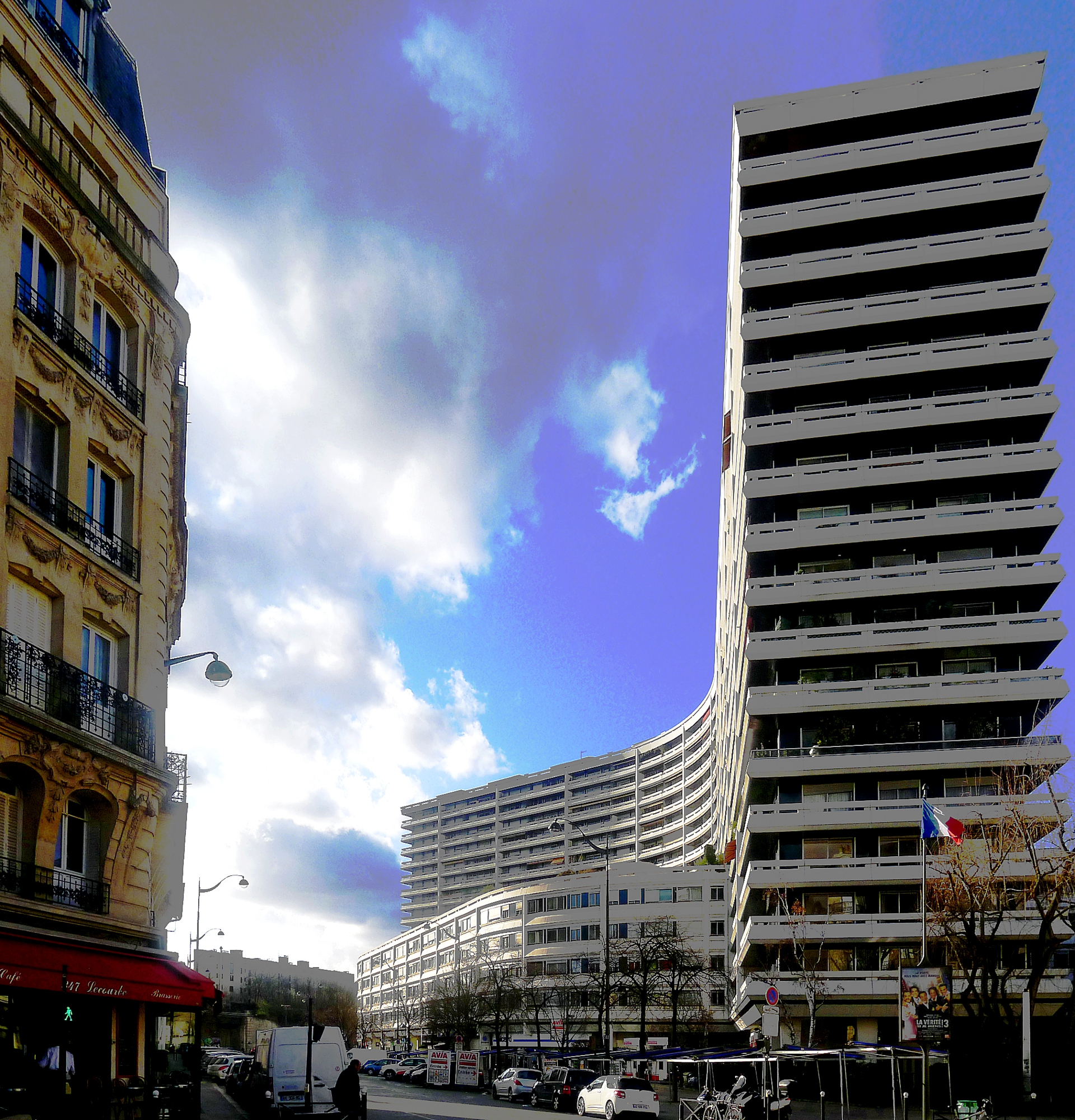
Il Grand Pavois visto dalla rue Lecourbe

## Etimologia
Il nome del complesso di appartamenti deriva da una parola francese legata alla navigazione, il ''pavois'', la parte dello scafo di una nave che si trova sopra il ponte. Le sale di proiezione del cinema Le Grand Pavois, chiuso nel 2007, avevano nomi legati alla nautica: Bâbord (lato sinistro), Tribord (lato destro), Vasco de Gama e Amirauté (Ammiragliato).